# Curriculum vitae

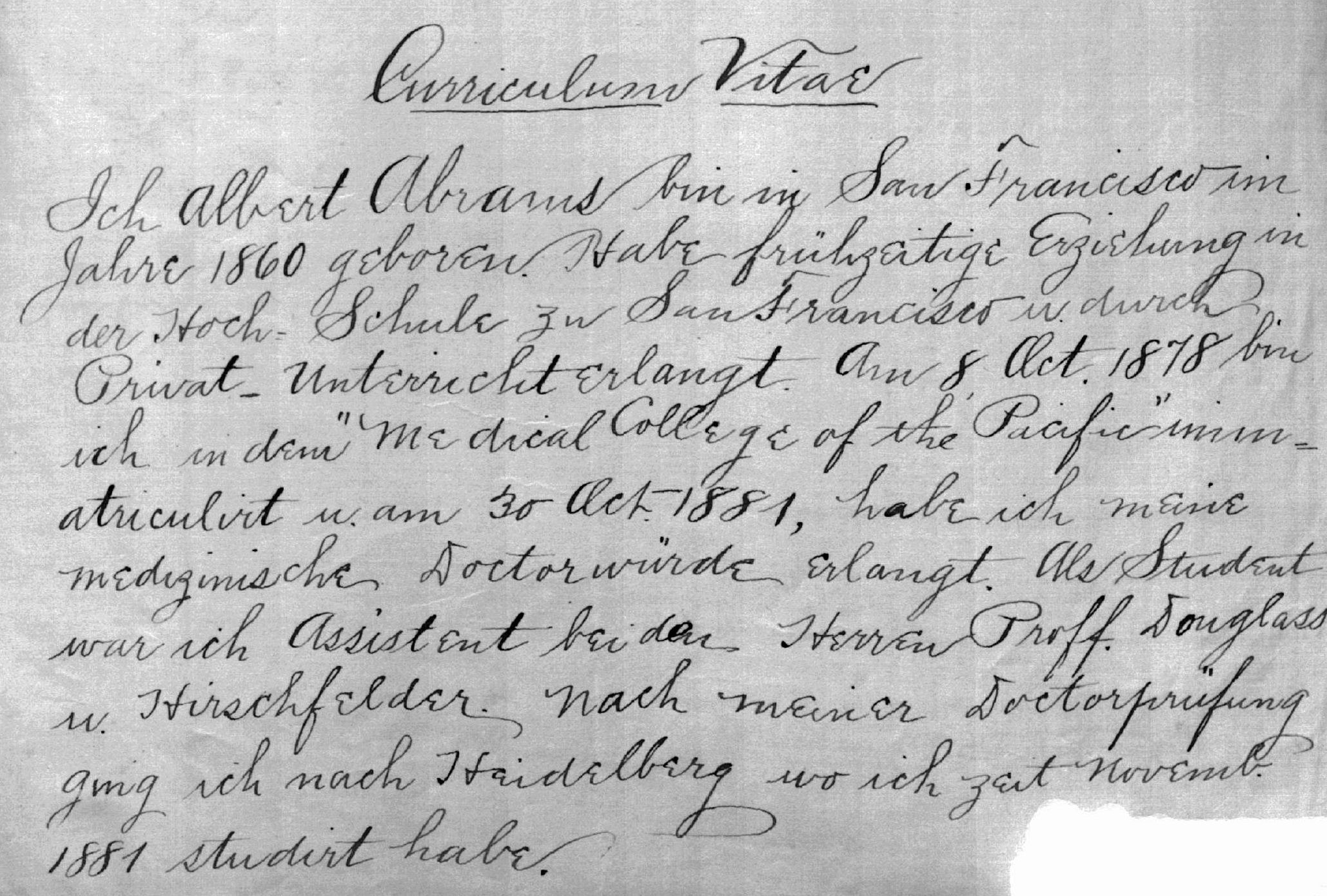
Curriculum vitae 1881 года

Curriculum vitae, или сокр. CV (произносится: «курикулюм витэ» от лат. curriculum vitæ, в переводе — «ход жизни» или жизнеописание) — краткое хронологическое описание жизни, образования, мест работы и профессиональных навыков по определённой форме.

## Описание

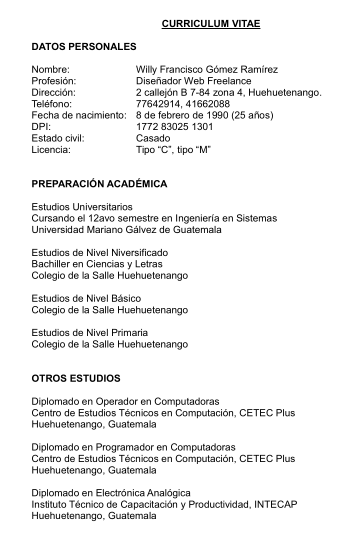
Современный формат CV

Термины CV и резюме в России часто применяются как полные синонимы и обозначают документ, который соискатель предоставляет потенциальному работодателю, выставляя свою кандидатуру на открытую вакансию. В других странах CV и резюме могут означать различные документы.
CV содержит краткую, но максимально подробную информацию о кандидате в виде списка, с указанием дат и сроков. Такое описание необходимо для научных работников или журналистов, например, если надо перечислить все публикации (библиография).